# 1054
Il 1054 (MLIV in numeri romani) è un anno  dell'XI secolo.

## Eventi
- 4 luglio -  esplode la supernova che porterà alla formazione della Nebulosa del Granchio. Secondo le cronache cinesi del tempo, la supernova restò visibile in pieno giorno per parecchi mesi, circa 22.
- 16 luglio - Grande Scisma tra la Chiesa romana occidentale (cattolica) e la Chiesa romana orientale (ortodossa)
- Matilde di Canossa viene promessa sposa a Goffredo il Gobbo.

## Nati
- 9 aprile - Giuditta Maria di Baviera, duchessa
- Berengario Raimondo II di Barcellona, conte († 1097)
- Bernoldo di Costanza, scrittore tedesco († 1100)
- Guglielmo di Montfort-sur-Risle, religioso e abate francese († 1124)
- Raimondo Berengario II di Barcellona, conte († 1082)
- Langri Tangpa, poeta tibetano († 1123)
- Al-Hariri, letterato, scrittore e filologo arabo († 1122)

## Morti
- 20 febbraio - Jaroslav I di Kiev, principe (n. 978)
- 23 febbraio - Giovanni Theristis, religioso e santo italiano
- 19 aprile - Papa Leone IX, papa, vescovo cattolico e santo tedesco (n. 1002)
- 19 giugno - Lamberto II di Lovanio, nobile fiammingo
- 19 luglio - Bernoldo di Utrecht, vescovo olandese
- 25 agosto - Fujiwara no Michimasa, poeta giapponese (n. 992)
- 1º settembre - García III Sánchez di Navarra, re (n. 1016)
- 24 settembre - Ermanno il Contratto, monaco cristiano, astronomo e storico tedesco (n. 1013)
- Atiśa, monaco buddhista indiano (n. 982)
- Gastone III di Béarn, nobile francese
- Pietro II, vescovo italiano
- Ugo I di Rouergue, sovrano franco

## Calendario
| Calendario 1054 | Calendario 1054 | Calendario 1054 | Calendario 1054 | Calendario 1054 | Calendario 1054 | Calendario 1054 | Calendario 1054 | Calendario 1054 | Calendario 1054 | Calendario 1054 | Calendario 1054 | Calendario 1054 | Calendario 1054 | Calendario 1054 | Calendario 1054 | Calendario 1054 | Calendario 1054 | Calendario 1054 | Calendario 1054 | Calendario 1054 | Calendario 1054 | Calendario 1054 | Calendario 1054 | Calendario 1054 | Calendario 1054 | Calendario 1054 | Calendario 1054 | Calendario 1054 | Calendario 1054 | Calendario 1054 | Calendario 1054 | Calendario 1054 |
| --------------- | --------------- | --------------- | --------------- | --------------- | --------------- | --------------- | --------------- | --------------- | --------------- | --------------- | --------------- | --------------- | --------------- | --------------- | --------------- | --------------- | --------------- | --------------- | --------------- | --------------- | --------------- | --------------- | --------------- | --------------- | --------------- | --------------- | --------------- | --------------- | --------------- | --------------- | --------------- | --------------- |
|                 | 1               | 2               | 3               | 4               | 5               | 6               | 7               | 8               | 9               | 10              | 11              | 12              | 13              | 14              | 15              | 16              | 17              | 18              | 19              | 20              | 21              | 22              | 23              | 24              | 25              | 26              | 27              | 28              | 29              | 30              | 31              |                 |
| Gennaio         | Sa              | Do              | Lu              | Ma              | Me              | Gi              | Ve              | Sa              | Do              | Lu              | Ma              | Me              | Gi              | Ve              | Sa              | Do              | Lu              | Ma              | Me              | Gi              | Ve              | Sa              | Do              | Lu              | Ma              | Me              | Gi              | Ve              | Sa              | Do              | Lu              |                 |
| Febbraio        | Ma              | Me              | Gi              | Ve              | Sa              | Do              | Lu              | Ma              | Me              | Gi              | Ve              | Sa              | Do              | Lu              | Ma              | Me              | Gi              | Ve              | Sa              | Do              | Lu              | Ma              | Me              | Gi              | Ve              | Sa              | Do              | Lu              |                 |                 |                 |                 |
| Marzo           | Ma              | Me              | Gi              | Ve              | Sa              | Do              | Lu              | Ma              | Me              | Gi              | Ve              | Sa              | Do              | Lu              | Ma              | Me              | Gi              | Ve              | Sa              | Do              | Lu              | Ma              | Me              | Gi              | Ve              | Sa              | Do              | Lu              | Ma              | Me              | Gi              |                 |
| Aprile          | Ve              | Sa              | Do              | Lu              | Ma              | Me              | Gi              | Ve              | Sa              | Do              | Lu              | Ma              | Me              | Gi              | Ve              | Sa              | Do              | Lu              | Ma              | Me              | Gi              | Ve              | Sa              | Do              | Lu              | Ma              | Me              | Gi              | Ve              | Sa              |                 |                 |
| Maggio          | Do              | Lu              | Ma              | Me              | Gi              | Ve              | Sa              | Do              | Lu              | Ma              | Me              | Gi              | Ve              | Sa              | Do              | Lu              | Ma              | Me              | Gi              | Ve              | Sa              | Do              | Lu              | Ma              | Me              | Gi              | Ve              | Sa              | Do              | Lu              | Ma              |                 |
| Giugno          | Me              | Gi              | Ve              | Sa              | Do              | Lu              | Ma              | Me              | Gi              | Ve              | Sa              | Do              | Lu              | Ma              | Me              | Gi              | Ve              | Sa              | Do              | Lu              | Ma              | Me              | Gi              | Ve              | Sa              | Do              | Lu              | Ma              | Me              | Gi              |                 |                 |
| Luglio          | Ve              | Sa              | Do              | Lu              | Ma              | Me              | Gi              | Ve              | Sa              | Do              | Lu              | Ma              | Me              | Gi              | Ve              | Sa              | Do              | Lu              | Ma              | Me              | Gi              | Ve              | Sa              | Do              | Lu              | Ma              | Me              | Gi              | Ve              | Sa              | Do              |                 |
| Agosto          | Lu              | Ma              | Me              | Gi              | Ve              | Sa              | Do              | Lu              | Ma              | Me              | Gi              | Ve              | Sa              | Do              | Lu              | Ma              | Me              | Gi              | Ve              | Sa              | Do              | Lu              | Ma              | Me              | Gi              | Ve              | Sa              | Do              | Lu              | Ma              | Me              |                 |
| Settembre       | Gi              | Ve              | Sa              | Do              | Lu              | Ma              | Me              | Gi              | Ve              | Sa              | Do              | Lu              | Ma              | Me              | Gi              | Ve              | Sa              | Do              | Lu              | Ma              | Me              | Gi              | Ve              | Sa              | Do              | Lu              | Ma              | Me              | Gi              | Ve              |                 |                 |
| Ottobre         | Sa              | Do              | Lu              | Ma              | Me              | Gi              | Ve              | Sa              | Do              | Lu              | Ma              | Me              | Gi              | Ve              | Sa              | Do              | Lu              | Ma              | Me              | Gi              | Ve              | Sa              | Do              | Lu              | Ma              | Me              | Gi              | Ve              | Sa              | Do              | Lu              |                 |
| Novembre        | Ma              | Me              | Gi              | Ve              | Sa              | Do              | Lu              | Ma              | Me              | Gi              | Ve              | Sa              | Do              | Lu              | Ma              | Me              | Gi              | Ve              | Sa              | Do              | Lu              | Ma              | Me              | Gi              | Ve              | Sa              | Do              | Lu              | Ma              | Me              |                 |                 |
| Dicembre        | Gi              | Ve              | Sa              | Do              | Lu              | Ma              | Me              | Gi              | Ve              | Sa              | Do              | Lu              | Ma              | Me              | Gi              | Ve              | Sa              | Do              | Lu              | Ma              | Me              | Gi              | Ve              | Sa              | Do              | Lu              | Ma              | Me              | Gi              | Ve              | Sa              |                 |